# Vora
Vora este un oraș din Albania.